# Øresundstolden
Øresundstolden indførtes i 1429 af kong Erik 7. af Pommern. Ethvert udenlandsk skib, der passerede en linje mellem Helsingør og Helsingborg, skulle betale en afgift. I senere tid nærmere bestemt mellem Kronborgs flagbatteri og Helsingborgs nordligste del. Det var dengang ikke tilladt for udenlandske skibe at gå gennem Storebælt eller Lillebælt. For at styrke magten som kongen udøvede over Øresund, lod han bygge Malmøhus fæstning, grundlagde købstaden Landscrone (Landskrona) og gjorde København til hovedstad. Ved Helsingør lod han borgen Ørekrog eller Krogen opføre, Kronborgs forgænger, samtidig med at Helsingborgs slot (Kernen)  blev forstærket,   hvilke sammen overvågede tolden.
Øresund blev det, man i moderne sprogbrug kalder geopolitisk. Erik Arup kaldte det "verdens vigtigste handelsvej", mens Eli F. Heckscher betegnede det som "en af den ældre europæiske søhandels hovedveje". For de store søfarende nationer var tolden anledning til stadige indblandinger i den nordiske magtpolitik. Den kontroversielle sundtold var altid med som en faktor i krigenes årsager og forløb og de standpunkter, som stormagterne tog. Sverige var fri for Øresundstold i perioden 1658-1720.
Det var ved Helsingør, de fremmede skibe måtte ligge og vente på at betale Øresundstold. Det fik en enorm økonomisk betydning for byen, og gjorde den kendt i hele Europa. Måske er det anledningen til, at William Shakespeare lod sit mest berømte drama, Hamlet, foregå i Helsingør (Elsinore).

## Historie

### Baggrund
I løbet af vikingetid og ældre middelalder fik Øresund en voksende international betydning. Allerede i vikingetiden var det her, at slaget ved Svold fandt sted, omkring 1170 lod biskop Absalon opføre det første Københavns Slot og omtrent samtidig blev den sydlige del af sundet et sted af international vigtighed i form af det årlige sildefiskeri med dertil hørende marked, som voksede op ved Skanør, ikke mindst fremmet af tyske købmænd, der havde adgang til salt fra Oldesloe og Lüneburg til nedsaltning af silden og dermed muligheden for omfattende eksport og handel. Samtidig med skånemarkedet skete en stadig stigning i handel og skibsfart mellem Nordvesteuropa og Østersøen, især Rusland. Tidligere var denne transithandel foregået over Hedeby (senere Slesvig), og efter grundlæggelsen af Lübeck i 1143 ad en transitrute med Hamborg via floderne Elben og Trave, men i løbet af det 13. århundrede fik en ny rute norden om Jylland, kaldet "ummelandsfarten" hurtigt voksende betydning og blev derved en farlig konkurrent til handelen over Lübeck. For at bremse denne udvikling foretog Lübeck flere angreb på København, og opbygningen af Hanseforbundet betød, at byen styrkede sin stilling, herunder sikrede den sig privilegier på Skånemarkedet, men den kunne ikke forhindre, at skibe fra Holland og England sejlede til vigtige udskibningshavne i Østersøen: Danzig, Elbing, Königsberg, Riga og Reval. Det var især træ og korn, som blev hentet i Østersøen, men andre varer kom til, fx aske og tjære, mens skibene fragtede blandt andet salt fra Frankrig og Portugal til Østersøen.
Under disse forhold var der en latent modsætning mellem Hansaen og den danske konge. I 1423 afviste Erik af Pommern at forny hansestædernes privilegier, og i 1427 og 1428 forsøgte Lübeck og dets allierede endnu en gang at vinde kontrollen over Øresund men led begge gange nederlag. Dette styrkede Eriks position betydeligt, og han besluttede at udnytte den gunstige situation.

### Oprindelse
Det nøjagtige tidspunkt for toldens indførelse er usikkert. Normalt nævnes 1429 som det år, hvor tolden ubestrideligt var indført, men indførelsen skete muligvis nogle år før.
Erik af Pommern var utvivlsomt den første danske konge, som, antagelig fra slutningen af 1425, opkrævede told i Helsingør af fartøjer, der sejlede gennem Øresund. Afgiften var 1 engelsk nobel pr. mersskib. Et mersskib havde en mastekurv til udkig, og små både og pramme gik derfor fri af tolden. For at sætte trumf bag kravet lod Erik opføre fæstningen Krogen eller Ørekrog (senere ombygget til Kronborg) i 1426 og forhøjede tårnet i Helsingborg, ligesom han i 1434 lod opføre Malmøhus. Som en bivirkning af kongens politik fik Helsingør købstadsprivilegier i 1425.
Allerede tidligere havde danske konger formået at udnytte de gunstige forhold i Øresund. I 1361 blev indført en såkaldt pundtold af hansestæderne som godtgørelse for, at den danske konge beskyttede handelsskibe i Øresund mod sørøvere, og ligeledes blev opkrævet såkaldte havnepenge.
Næppe overraskende forsøgte hansestæderne lige fra begyndelsen at få Sundtolden afskaffet igen. Det lykkedes ikke, i stedet udviklede der sig en tendens til, at kongen kunne give enkelte byer det privilegium at betale nedsat told eller helt at blive fritaget for at betale. Allerede i 1436 lykkedes dette for Hamburg, Lübeck, Lüneburg og Wismar, noget senere for Stralsund, Greifswald og Rostock. Følgelig forblev Sundtolden af mindre betydning så længe, at Lübeck var langt den største handelsby ved Østersøen. Andre lande accepterede tolden, således Nederlandene i 1462 og England i 1465 (bekræftet i 1490).

### Nye toldafgifter
Under Christoffer af Bayern blev i 1444 indført en ny mindre afgift i tilknytning til Sundtolden, såkaldte skriverpenge til tolderen i Helsingør.
Kong Hans lod indføre nye toldafgifter, således vintold fra 1472 og toldsalt fra 1475. Fra samme tid blev ligeledes for at undgå lurendrejere (skibe der forsøgte at undgå betaling) indført toldbetaling i Nyborg og Fredericia af fartøjer, som sejlede gennem Bælterne. For at sætte magt bag kravet blev der senest fra midten af 1500-tallet udstationeret bevæbnede vagtskibe både i Storebælt og i Øresund, og denne praksis blev opretholdt også senere. Det var også kong Hans, der fra omkring 1508 indførte en differentiering af tolden således, at skibe i ballast skulle betale mindre end skibe med ladning.

### Læstetold
Christian II besluttede i 1517, at tolden i fremtiden skulle beregnes efter læstetal: "en gylden for hver tiende læst". Dette indebar en vigtig forandring, idet det herefter var skibenes fragtevne, som blev lagt til grund for toldens størrelse. De følgende år forhøjedes tolden. Både den tyske kejser og Nederlandene protesterede, og der blev ført langvarige forhandlinger. Ligeledes indførte Christian betaling af tøndepenge til dækning af omkostningerne ved fyrtønder i 1519.
Grevens Fejde 1534-1536 fik også en indflydelse på Øresundstolden. Først og fremmest sikrede Sverige sig toldfrihed, idet Gustaf Vasa udtrykkeligt i 1535 havde krævet dette som modydelse for den hjælp, som han ydede kongen under Grevens Fejde. Magtpolitisk bevirkede udfaldet af fejden, at Lübecks magt blev brudt, og at de hidtil ikke privilegerede Nederlande nu fik voksende interesse i Østersøhandelen. Efter Grevens Fejde blev i 1544 indgået en aftale mellem den tyske kejser og Nederlandene på den ene side og Danmark på den anden kendt som Speyertraktaten. I denne traktat indgik løfte om gensidig frihandel mod betaling af de sædvanlige toldbetalinger. Danmark fik dog ret til at købe varer af gennemsejlende skibe og i krigstider at beslaglægge varer mod at kompensere herfor. Sundtolden blev ikke direkte nævnt i traktaten, idet Nederlandene formelt vægrede sig ved at anerkende denne, men i realiteten var det den, som traktaten handlede om. Da Danmark indførte nye toldforhøjelser i 1549, protesterede Nederlandene da også med henvisning til bestemmelserne i Speyertraktaten. Danske konger hævdede senere sin forpligtelse til at sikre fri gennemfart som modydelse, fx nægtede Christian III at blokere Sundet under striden mellem Frankrig og den tyske kejser i 1552, men i praksis handlede Danmark som regel efter sit forgodtbefindende.
En ny vareafgift, kobbertold, blev indført af Christian III fra 1537, og i 1548 lod han indføre en toldsats på 1% af alt upriviligeret gods. I 1557 rettede han imidlertid tolden til, at nederlandske skibe under 100 læster skulle betale 1 rosenobel, hvis de var i ballast, men 2 rosenobler, hvis de havde ladning, mens danske skibe skulle betale 1 rosenobel, selv om de havde ladning. Desuden skulle nederlandske skibe betale vareafgifter af vine og kobber, mens engelske, skotske og franske skibe skulle betale 1% af værdien af alle varer. Ydermere skulle alle skibe betale skriver- og tøndepenge på grundlag af deres fragtevne.

### Det engelske omgåelsesforsøg
I midten af 1500-tallet indtraf en begivenhed, som i en periode også skulle få indflydelse på Øresundstolden. I 1553 lod det engelske handelskompagni "Company of Merchant Adventurers to New Lands" udruste en ekspedition på 3 skibe under ledelse af Sir Hugh Willoughby og med Richard Chancellor som søkyndig for at søge efter Nordøstpassagen. Ekspeditionen forlod Themsen den 11. maj og nåede i begyndelsen af august nordkysten af Norge, men ved Nordkap splittede en storm flåden. Mens Sir Willoughby senere døde af sult, lykkedes det Chancellor at nå til Dvinas munding nær klosteret Sankt Nicolaus den 24. august. Herfra rejste han så over land til Moskva, som han nåede i slutningen af 1553. I Moskva blev den engelske ekspedition velvilligt modtaget, og der blev indgået en aftale, der blev forløberen for en egentlig handelstraktat mellem de to riger. Ekspeditionen var således mislykket med hensyn til sit egentlige formål men fik som sin – utilsigtede – gevinst etableringen af en engelsk-moskvitisk handelsrute uden om Øresund og dermed uden om Øresundstolden.
Christian III foretog sig intet i anledning af de ændrede forhold, men efter, at Frederik II var blevet konge, lagde han pres på den engelske dronning Elisabeth I for at få stoppet handelen eller i det mindste anerkendt Danmarks ret til at afkræve en told heraf på linje med Øresundstolden med henvisning til, at denne var blevet formindsket ved den nye sejlrute. Efter lange og omstændelige forhandlinger lykkedes det endelig den 22. juni 1583 at få indgået en aftale, hvorefter England skulle betale en årlig afgift for sin ret til fortsat at bruge denne nordlige sejlrute. En sådan betaling skete frem til 1594, men ophørte derefter. Andre lande, blandt andet Frankrig skaffede sig søpas for retten til en lignende sejlads.

### Fyrpenge og lastetold
I 1562 lod Frederik II indføre en ny afgift, "fyrpenge", på alle varer, herunder dansk og såkaldt "privilegeret" gods til finansiering af en forbedring af fyrvæsenet i danske farvande.
Den 25. februar 1567, mens Peder Oxe var rigshofmester og Frederik II endnu var konge, blev Øresundstolden ændret til en afgift af lasteevnen og lasten i lighed med fyrpengene, hvilket tredoblede indtægterne. Hvis skibet var lastet, skulle der betales 1 daler, hvis det var i ballast 1/2 daler. Ordningen blev imidlertid ikke gennemført efter sit pålydende, idet tolderen nægtede at gennemføre den. I stedet fik han gennemført, at skibe i ballast skulle nøjes med 1/4 daler pr læst, mens skibe, der sejlede på Narva, fik tolden forøget til 4 daler. Ligeledes blev der opkrævet told ved Storebælt og Lillebælt. Lastetolden blev ophævet allerede i 1568 efter protester fra De Spanske Nederlande men atter genindført 30. marts 1571, da der var udbrudt krig mellem Spanien og dets nederlandske besiddelser og betydningen af protesten derfor var mindsket. Afgiften udgjorde siden da en betydelig del af kronens samlede indtægter, men var naturligvis ilde set i de øvrige nationer.

### Den Nordiske Syvårskrig og Kalmarkrigen
Under Den Nordiske Syvårskrig (1563-1570) blev tolden atter forhøjet, og 1565 og 1566 blev påbudt en spærring af Sundet for at forhindre vareindførsel til Sverige. Ved Freden i Stettin 1570 blev det bestemt, at svenske undersåtter skulle have ret til at drive handel i Danmark og Norge samt sejle gennem Øresund til Vesterhavet, "uden forhindringer og besvær, som af Arild har været brugeligt". Johan 3. klagede både i 1577 og i 1580 over, at svenske skibe ikke toldfrit kunne passere Sundet. På grænsemødet i Flacksjöbäck i 1591, som indtraf kort efter, at Christian IV var blevet konge, bestemtes udtrykkeligt, at "undersåtterne på begge sider skulle være fuldstændig forskånede for at afgive told af det gods, som de selv ejede, som Danmarks undersåtter enten førte ind i Sverige eller ud af riget eller også svenske undersåtter førte ind i Danmark og Norge gennem Sundet eller også ud af riget". Disse bestemmelser blev imidlertid ikke overholdt af nogen af parterne, og toldstridighederne var en medvirkende årsag til udbruddet af Kalmarkrigen 1611-1613. Ved freden i Knærød i 1613 bekræftedes aftalerne i Stettin og Flacksjöbäck, og det blev bestemt, at toldfriheden også skulle omfatte landenes "underlydende" provinser. Dette skulle få betydning for Sverige, som netop i disse år erobrede Østersøprovinserne og gik ind i sin storhedstid.
Christian IV forsøgte at udnytte Sundtolden og andre dertil knyttede afgifter efter evne. De stadigt stigende toldsatser førte til voksende smugling og svindel. For at modvirke dette blev kontrollen med de gennemsejlende skibe skærpet i 1618.

### Frit hav eller lukket hav
I begyndelsen af 1600-tallet blev spørgsmålet om havenes frihed et omstridt folkeretsligt emne. Hugo Grotius udgav 1609 sin bog "Mare liberum" og i 1625 "De jure belli et pacis", hvori han hævdede, at skibe skulle have ret til fri ubevæbnet gennemsejling men samtidig anerkendte den ansvarlige stats ret til at opkræve en afgift til kompensation for afmærkning og fyrvæsen og Selden beskæftigede sig i 1636, i anledning af Karl Is krav på herredømmet over Nordsøen, i sin bog "Mare clausum" med samme emne. Christian IV anså sig at have fuld ret til Østersøen syd om en linje mellem Gotland og Øsel, og gennem hans krav på Østersøvældet (Dominium Maris baltici) blev Øresundstolden kernepunkt i hans nordiske politik. Han påvirkedes derved tillige af monarkiske, finansielle hensyn, da toldkammeret i Helsingør stod direkte under hans kontrol, og indkomsterne altovervejende tilfaldt hans personlige kasse. Han forsøgte derfor at sikre sig den størst mulige indkomst af tolden. Det førte til, at der udviklede sig yderst heftige toldstridigheder mellem Sverige og Danmark i disse år. Christians omfattende virksomhed medførte store udgifter, og for at sikre sig indtægter til at dække dem blev de søfarende nationer især i årene 1637-1639 udsatte for et stadig større afgiftstryk i form af forhøjede toldsatser, bitolde, skærpede visitationer med mere. I 1627 blev indført en defensionstold, i 1635 blev indført lygtepenge, i 1635 blev indført en salpetertold, 1639 blev indført hundredepenge, 1640 blev indført havnepenge og 1643 bropenge i Helsingør. Salpetertolden og hundredepenge blev afskaffet igen i 1641, bropenge bortfaldt i 1644, defensionstold, lygtepenge og havnepenge endelig i 1645.

### Torstenssonfejden
Den svenske toldfrihed var Christian IV en torn i øjet, og det kan ikke nægtes, at Nederlandene, som havde en stor del af Sveriges handel i sine hænder, hensynsløst benyttede sig deraf. Under trykket fra den fælles fare indgik Sverige og Generalstaterne et forbund til søfartens beskyttelse i 1640. Fra nederlandsk side kom man desuden med et forslag om at undgå sundet med en kanal mellem Østersøen og Nordsøen. Generalstaterne åbnede forhandlinger med Danmark i Stade 1641, ved hvilke de protesterede mod al Sundtold, henviste til aftalen i Speyer og lignende, men da der fra danske side blev henvist til fordelene ved, at Sundtolden fortsat blev opkrævet, og samtidig blev nederlændingene tilbudt en privilegeret stilling, så nøjedes disse med en nedsættelse af tolden.
De mange og til dels nyindførte afgifter skæpede modsætningsforholdet til Sverige. Den svenske rigsforstander Axel Oxenstierna var udpræget modstander af både dem, Sundtolden og Danmarks kontrol over Sundet og ønskede en afslutning på denne situation. Udviklingen kulminerede med Torstenssonfejden 1643-1645, hvor svenskerne besluttede med militære magtmidler at få udviklingen vendt. Modvilje mod Sundtolden fik nederlænderen Louis de Geer til under krigen at udruste en flåde, som gik i Sveriges tjeneste og bidrog til at slå en dansk flåde ved Femern i oktober 1644.
Det viste sig imidlertid, at Sverige havde forregnet sig. Sverige havde ikke anmodet Nederlandene om at forsøge at mægle, hvilket det skulle have gjort i henhold til landenes forbundstraktat af 1640, for derved at hemmeligholde sine planer, og da der blev sendt fredsmæglere til fredskongressen i Christianopel-Söderåkra i 1645, valgte Nederlandene hurtigt at droppe sin støtte til Sverige for selv at opnå gunstigere vilkår, hvilket skete ved en traktat af 12. juni 1645 i Christianopel, hvorved lastetolden nærmest blev halveret og en række andre afgifter bortfaldt. Heller ikke Frankrig støttede Sverige, idet man så en egen fordel i, at Danmark og Sverige var nogenlunde jævnbyrdige og at Sverige ikke blev så stærk, at det ikke længere ville have brug for Frankrigs støtte. Desuden spillede Øresundstolden kun en mindre rolle for Frankrig. Frankrigs repræsentant ved forhandlingerne, Thuillerie, var modstander af Oxenstierna, hvis imperialistiske ambitioner, han var fuldt ud klar over. Dermed fik han bremset Oxenstiernas planer om at erobre de skånske landsdele. Danmark slap med at afstå Øsel, Gotland, Jemtland og Herjedalen samt Halland for en periode på 30 år. I freden ved Brömsebro (13. august 1645) anerkendtes udtrykkeligt Sveriges og alle dets bilandes (Finland, Ingermanland, Estland, Livland tillige med de pommerske stæders og Wismars) toldfrihed, men Generalstaterne måtte underkaste sig den toldrulle, der var fastlagt i Christianopel. Det blev bestemt, at der ikke måtte ske en forhøjelse i 40 år, og at efter denne tid skulle Speyertraktaten træde i kraft. Tolden fastsattes (med visse undtagelser) til 1% af vareværdien, hvilket var den laveste toldsats siden 1628. Dertil kom imidlertid en lang række andre toldbestemmelser, som hurtigt vakte modvilje i Nederlandene, og i 1649 indgik Danmark og Generalstaterne den af Corfitz Ulfeld udformede såkaldte "Redemptionstraktat", ifølge hvilken Sundtolden med tiden skulle afløses. Ingen af parterne var dog ved nærmere eftertanke tilfredse med disse bestemmelser, hvorfor disse 1653 blev ophævet ved den såkaldte: "Rescissionstraktat". Fra 1679 gjorde Generalstaterne flere gange forsøg på at få Sundtolden afskaffet, men i 1701 blev der indgået en ny aftale med Danmark, hvorved alt blev ved det gamle.
Både ved fredsaftalerne i Roskilde i 1658 og i København 1660 var Sveriges toldfrihed blevet bekræftet. Under Skånske Krig 1676-1679 forsøgte Danmark at få presset en opgivelse af den svenske toldfrihed igennem, og for at være velforberedt havde kongen i sin feltlejr i Landskrona den 31. juli 1676 befalet tolddirektøren Andreas Günther at fremskaffe oplysninger om den nederlandske told og om antallet af svenske skibe, som året før havde sejlet toldfrit gennem Sundet. Men ved Freden i Lund 1679 blev Sveriges toldfrihed atter bekræftet.
Samtidig med, at Sverige havde kæmpet for sin toldfrihed, havde de to magter, som i midten af 1600-talet optog kampen mod Nederlandenes handelsvælde, England og Frankrig, forgæves 1650-1652 arbejdet for at få Sundtolden ophævet. I handelsaftaler mellem Danmark og England af 1661 og 1670 fik England ligestilling med Nederlandene, mens Christianopelstoldsatserne også blev gældende for Frankrig, i henhold til 1663-aftalen. Denne toldsats anvendtes efterhånden for alle andre nationer, således at kun Sverige forblev privilegeret.

### 1700-tallet
Den Store Nordiske Krig 1700-1721 fik også indflydelse på Øresundstolden. Den 15. juni 1701 lykkedes det nederlændingene at få indgået en handelstraktat for 20 år, der fastslog, at disse skulle ligestilles med dansk-norske købmænd. De måtte ikke blive pålagt nogen særlig eller højere told eller afgifter, de skulle kunne handle frit, deres skibe skulle i princippet slippe for at blive visiterede, og enhver fremtidig lettelse for danske skibe skulle også gælde for dem. Bestemmelserne skabte en farlig præcedens og svækkede styrets mulighed for at føre en fordelagtig handelspolitik over for danske købmænd.
Sverige, der nu kontrollerede den side af Sundet, som fartøjerne mest sejlede på, mistede sin toldfrihed ved freden i Frederiksborg 1720 og måtte underkaste sig toldrullen fastlagt i Christianopel. Denne tilstand bekræftedes efter Napoleonskrigene ved freden i Kiel i 1814.

### 1800-tallet
Endnu i 1700-tallet underkastede de handlende nationer sig uden store protester Sundtolden, men med den øgede samfærdsel i 1800-tallet fik et andet forhold betydning. Den tid, det tog at opkræve tolden, føltes belastende. Desuden var den gamle toldrulle yderst mangelfuld og manglede fx bestemmelser vedrørende kolonivarer som bomuld, kaffe, kakao og flere andre nye varer, som netop på dette tidspunkt for alvor begyndte at få betydning for den samlede varefragt. I princippet skulle der være betalt 1% i told af sådanne varer, men i praksis gik man over til en fast takst for at undgå det besvær, som skiftende varepriser gav anledning til. Dette medførte imidlertid de facto en betydelig stigning i toldsatserne, hvilket atter medførte, at varefragten gennem Øresund faldt, og købmændene søgte andre veje. Ikke mindst var transithandelen via Hamborg-Altona og Lübeck stærkt voksende, og da varer toldfrit kunne indføres til kongeriget fra Kiel, udviklede sig en lignende transithandel via ruten Hamborg-Kiel, hvilken fremmedes først af en omkring 1830 nyanlagt chaussé og den 18. september 1844 en jernbane mellem Altona og Kiel.
Transithandelen var dog ikke ene om at forringe Øresundstoldens betydning. De høje toldsatser medførte krav om toldrullens revidering, og i den forbindelse førtes diplomatiske forhandlinger i København og London 1841, og en konvention af 19. juni samme år blev indgået, hvilken kompletterede bestemmelserne fra 1645, nedsatte tolden for uspecificerede varer og sammenlagde under benævnelsen "toldkammersportler" alle de forskellige ekspeditionsafgifter. Tolden forblev dog et problem, ikke mindst for svenskerne. Det svenske Kommerskollegium var i 1842 og 1846 nødsaget til at forny en i 1739 udformet advarsel til svenske sømænd om at unddrage sig tolden ved at sejle forbi. Sveriges stænder afgav den 20. august 1851 til regeringen en skrivelse angående Øresundstolden, de omkostninger og den tidsberøvelse, den medførte. Stockholms grosshandelssocietet og skibsreddere indsendte en skrivelse med samme formål. Forhandlinger førtes som følge deraf med Danmark, men da Sveriges bestræbelse ikke fik støtte af andre europæiske magter, blev Sverige nødsaget til at indskrænke sig til at begære toldfrihed for svenske fartøjer under 15 læster med flere mindre fordele, hvilke bifaldtes 1852.

### Toldens afløsning
En fuldstændig afløsning af Sundtolden syntes stadig fjern, da USA i 1855 erklærede, at de ikke ville forny deres handelstraktat indgået med Danmark i april 1826 og med udløb i 1856, og at man efter traktatens udløb ikke længere ville underkaste sig Øresundstolden. Den danske regering så sig nu nødsaget til at indbyde interesserede magter til en konference i København for at finde en løsning, hvorved Sundstolden een gang for alle skulle ophøre mod en engangserstatning til Danmark. I konferencen, som begyndte i januar 1856, deltog repræsentanter fra Sverige-Norge (N.V. af Wetterstedt), Danmark (Chr.A. Bluhme), Belgien, Frankrig, Hannover, Holland, Mecklenburg-Schwerin, Oldenburg, Preussen, Rusland, Storbritannien, Østrig, Lübeck, Bremen og Hamborg. Et udspil blev fremlagt af de danske repræsentanter. De fleste indvendinger mod dette kom fra Storbritanniens regering. Først den 14. marts 1857 blev afløsningstraktaten underskrevet, ifølge hvilken Sundtolden og toldene i Bælterne ophævedes, og Danmark som erstatning modtog 30.476.325 rigsdaler dansk rmt, det vil sige ikke 5/8 af kapitalsummen af den indkomst, beregnet efter 4 %, som Danmark i gennemsnit i årene 1842-1854 havde nydt af toldafgifterne, nemlig omkring 2 mio. om året. De forskellige stater skulle bidrage til erstatning efter mængden af de varer, som blev eksporteret fra deres havne til Østersøens havne eller importeredes derfra. Toldfriheden indtrådte den 1. april 1857.
Betalingen for de enkelte stater var: Storbritannien 10.126.855 rigsdaler, Rusland 9.739.993, Preussen 4.440.027, Sverige 1.590.503, Holland 1.408.060, Frankrig 1.219.003, Norge 667.225, Mecklenburg 373.663, Belgien 301.455, Bremen 218.585, Hannover 123.387, Hamborg 107.012, Lübeck 102.996, Østrig 29.434, Oldenburg 28.127. Andre lande betalte mindre beløb. I praksis var der imidlertid visse om- og modregninger. For eksempel skulle Sveriges andel af denne erstatningssum være 1.590.503 danske rigsdaler. Fra denne sum trak man 311.307 rigsdaler, hvilket udgjorde en efter samme grundlag som Sundtolden kapitaliserede sum af den erstatning på 10.000 rigsdaler hamborg banko, som den danske stat i henhold til konventionen af 7. april 1840 betalte Sverige for fyrtårnes underhold på den svenske side af indløbene til Sundet. Sverige betalte således 1.279.196 danske rigsdaler eller omregnet 2.558.392 svenske rigsdaler. Betalingen fandt sted over 20 år ved 40 halvårlige afbetalinger med aftagende rente af de ikke forfaldne dividender. Udbetalingen skete fra Handels- och sjöfartsfonden.
De årlige indtægter var på daværende tidspunkt omkring 2,8 mio. rigsdaler, så betalingen svarede omtrent til 12 års indtægter. Dette kan synes af lidt, men der skal tages højde for, at der var stor uvilje mod at betale tolden i resten af verden. Af de nationer, der forpligtede sig til at betale erstatning, har Brasilien aldrig betalt. Det skulle have betalt en ½ mio. rigsdaler. Ved et officielt statsbesøg i Danmark af Brasiliens præsident Luiz Inácio Lula da Silva i september 2007 eftergav statsminister Anders Fogh Rasmussen Brasiliens gæld fra Øresundstolden.

## Vurdering
Palle Lauring skriver i bogen "Danmark i Skåne" om Øresundstolden: "Øresund, dejlige Øresund, strømmen fuld af sild, skibe, penge og blod. I fem hundrede år persede vi penge ud af alverdens skippere her. I bytte gav vi Skåne, Halland, Bleking, Gotland og Øsel. Plus hvad vi gavmildt udleverede af norsk land. Hvor meget man så vil beregne de fem hundrede års toldindtægter til, var det en dårlig handel."

## Offentliggørelse af Øresundstoldregnskaberne
Et dansk-hollandsk projekt, som er et samarbejde mellem Rigsarkivet i København og de hollandske forskningsinstitutioner Rijksuniversiteit Groningen og forskningscentret Tresoar, arbejder på at alle Øresundstoldregnskaberne er digitaliseret og vil være tilgængelige på nettet i en database.